# Ndogsimbi
Ndogsimbi est un village et quartier situé dans l'arrondissement de Douala III, le département du Wouri,région du Littoral.

## Historique
Ndogsimbi est à l'origine un village traditionnel de l'ethnie Bassa, peuple autochtone de la région du Wouri. son nom vient de la langue Bassa, où Ndog signifie village ou campement familial et Simbi est vraisemblablement un nom de clan ou du fondateur. Avec l'expansion de la ville de Douala à partir des années 1980, le village a progressivement été absorbé par l'urbanisation. Il a été intégré à la commune d'arrondissement de Douala III.

## Géographie
Ndogsimbi se trouve dans l'Ouest de Douala III, à proximité d'autres quartiers comme Nyalla, Ndogpassi, Yassa, Logpom, Ngogbong, Maképé.

## Population
Ndogsimbi est composé d'une population dense et jeune comptant au total environ 10465 habitants. Parmi eux, 5382 sont des hommes et 5083 sont des femmes. Cette population se caractérise par sa diversité ethnique et est constituée majoritairement de Bassa, mais aussi de nombreuses autres ethnies venues de diverses régions du Cameroun (Bamiléké, Béti, Haoussa)

## Economie
Sur le plan économique les activités qui ont été recensées dans l'arrondissement de Douala III en particulier le quartier Ndogsimbi sont très diversifiées.On dénombre les secteurs comme : le secteur agroalimentaire composé de marchés publics où on trouve les mototaximen les commerçants, le secteur bancaire composé par la société Générale du Cameroun, Express Union, les secteurs des télécommunications comme Camtel, le secteur de transport comme SOCATUR et les activités du secteur informel qui sont les activités les plus nombreuses.